# EN 301 549
 (septembre 2022).
 (1er aout 2025).
EN 301 549 est une norme européenne d'accessibilité numérique. Il spécifie les exigences pour que les technologies de l'information et de la communication soient accessibles aux personnes handicapées.
La norme EN 301 549 a été élaborée par le CEN, le CENELEC et l'ETSI pour définir les exigences relatives aux marchés publics pour les produits et services dans l'Union européenne. Il a depuis été remplacé par les versions suivantes :
- EN 301 549 V1.1.2 (2015-04) [2]
- EN 301 549 V2.1.2 (2018-08) [3]
- EN 301 549 V3.1.1 (2019-11) [4]
- EN 301 549 V3.2.1 (2021-03) [5]

Dans la version 2.1.2, les directives WCAG 2.1 du W3C sur l'accessibilité ont officiellement été adoptées.
L'UE a approuvé la directive sur l'accessibilité du Web avant l'élaboration de cette norme harmonisée. La décision mise en œuvre prévoit la présomption de conformité entre les États membres. Les États membres avaient jusqu'en septembre 2018 pour créer les lois et règlements qui appliquent les exigences d'accessibilité pertinentes.[réf. nécessaire] Les États membres sont libres de déterminer comment ils respectent les normes EN 301 549, qui constituent une norme minimale pour l'ensemble de l'UE, que les États membres peuvent également dépasser.
La norme couvre les applications Web et mobiles, et aborde aussi de nombreuses autres technologies au-delà de celles couvertes par les WCAG :
- Produits des technologies de l'information et de la communication (TIC);
- Services liés aux produits ;
- Sites Internet ;
- Certains services de télécommunications spécifiques nécessaires pour fournir des modes de communication alternatifs à la modalité vocale (comme le texte ou les images) et leur routage pourraient offrir l'accès à des services tels que des appels d'urgence ou des services de relais pour tous.

Les normes EN 301 549 sont aussi appliquées en dehors de l'Union européenne : certains pays comme l'Australie ont décidé de l'adopter pour améliorer l'accessibilité pour leurs citoyens et faciliter les échanges avec l'Union européenne.